# 官話白話文
官話白話文（另稱華文、官白、京白）是狹義的中文白话文。「现代白话文主要有4种，分别是官话白话文（官白）、吴语白话文（吳白）、粤语白话文（粵白）以及中州韻白话文（韵白）。」然在這4种之外还有其他中文書面語，如閩語白話文（閩白）、閩南語白話文。日常生活中交流使用的白话文，是指官话白话文。
官話白話文指以1919年五四運動前後的官話口语为基础，经过加工的书面语（故白話文又稱語體文），以区别春秋戰國至1910年代的写作规范——文言文。

## 歷史
在宋代已有話本，明、清兩代也有部分白話小說，如《水滸傳》（元朝）、《西遊記》（明朝）、《金瓶梅》（明朝）、《紅樓夢》（清朝）等，不過為古白話，而且古白話作品在古代文壇上只佔少數，文言文仍然是主流。白话文运动以後，政府推广官話白話文教育，官話白話文才取代了文言文，成為寫作的主流，使文言文慢慢地退出了歷史的舞台。五四运动中，知识分子进一步提炼了官話白话文。
清末开始的文体改革可以分为“新文体”、“白话文”和“大众语”三个阶段。
从20世纪20年代早期开始，官話白話文成为中国大陆、香港、澳門、臺湾、马来西亚、新加坡等地政府文書及敎育所採用的文體。此文體後來雖被称为标准书面中文或者现代书面中文，民初時人黃覺僧認為此文體難免流於官話口語，不能使言文漸趨一致，溝通民間彼此之情意。另香港、澳門等粵語區也有使用此種官話白話文，但以粵音而非官話音朗誦。

## 發展
中華民國初年的五四運動使新文化運動走向高峰。知識分子如胡適、陳獨秀等人倡導的新文化運動，除了大力引進各種西方學說，標榜科學與民主外，因鑑於文言文有礙於表情達意，也鼓励白話文。他們積極提倡以近口語的白話文代替文言文，強調「我手寫我口」，競相出版刊物，如《新青年》等，為文學帶來一片新思潮，令白話文很快流行全國，全面取代文言文的地位。而后在白话文运动成功的基础上，1930年代的上海又兴起了大众语运动，由上海的文化教育界人士陈望道、陈子展、胡愈之、叶圣陶、黎烈文等发起，并得到鲁迅的支持，在申报《自由谈》副刊上发起了“大众语”的讨论，主张要求白话文写得更加接近大众口语，提倡彻底的口语化。以白话文运动为发端的文学革命，结束了几千年以来中文书面语与口语脱节的局面，实现了书面语的口语化，对传播新思想，繁荣文学创作，推广国民教育，起了重要作用。不過當時有學者林紓認為，對粵、閩語等使用者而言，所謂的白話文運動以官話為基礎，難免言文不一。

## 在香港的变体
香港所使用的书面语一般是官白，意味着不懂粤语但懂标准汉语（普通话）的人也能明白大部分内容。然而，香港所使用的和中国大陆所使用的官白仍有少量的区别，主要是字形（繁、简）和外语音译。有些差异与中港两地用语差异有重叠之处。
左侧为香港通常所使用的、右侧为中国大陆使用的一些例子：

### 词语
1. 用“咭”而非“卡”作为英语 card 的音译
2. 用“上落车”而非“上下车”
3. 用“电单车”而非“摩托车”
4. 用“人士/人仕”而非“人员”。
5. 用“警察”而非“公安机关”（英语：police department）[註 4]。香港法例《公安条例》所指的“公安”不是警察机构或其工作者。
6. 用“职员”而非“工作人员”
7. 用“阁下”而非“您”[註 5]
8. 用“巴士”而非“公交车/公共汽车”

### 翻译
港式翻译的外国人名多为粤语音译，或是更偏近中国人名。
1. 用“碧咸”而非“贝克汉姆”（Backham）
2. 用“罗拔臣”而非“罗伯逊”（Robertson）

## 延伸閱讀
- 周有光，1999，《白话文运动八十年》。